# Siergiej Bukriejew
Siergiej Bukriejew (ros. Сергей Букреев; ur. 20 czerwca 1976 w Moskwie) – rosyjski wioślarz.

## Osiągnięcia
- Mistrzostwa Świata – Aiguebelette 1997 – czwórka bez sternika wagi lekkiej – 6. miejsce[1].
- Mistrzostwa Świata – Kolonia 1998 – czwórka bez sternika wagi lekkiej – 12. miejsce[1].
- Mistrzostwa Świata – St. Catharines 1999 – czwórka bez sternika wagi lekkiej – 8. miejsce[1].
- Igrzyska Olimpijskie – Sydney 2000 – czwórka bez sternika wagi lekkiej – 10. miejsce[1].
- Mistrzostwa Świata – Mediolan 2003 – czwórka bez sternika wagi lekkiej – 10. miejsce[1].
- Igrzyska Olimpijskie – Ateny 2004 – czwórka bez sternika wagi lekkiej – 8. miejsce[1].
- Mistrzostwa Świata – Gifu 2005 – czwórka bez sternika wagi lekkiej – 12. miejsce[1].
- Mistrzostwa Świata – Eton 2006 – dwójka bez sternika wagi lekkiej – 5. miejsce[1].
- Mistrzostwa Świata – Monachium 2007 – czwórka bez sternika wagi lekkiej – 14. miejsce[1].
- Mistrzostwa Europy – Poznań 2007 – czwórka bez sternika wagi lekkiej – 3. miejsce[1].
- Mistrzostwa Świata – Linz 2008 – dwójka bez sternika wagi lekkiej – 5. miejsce[1].